# Bruno Broccoli

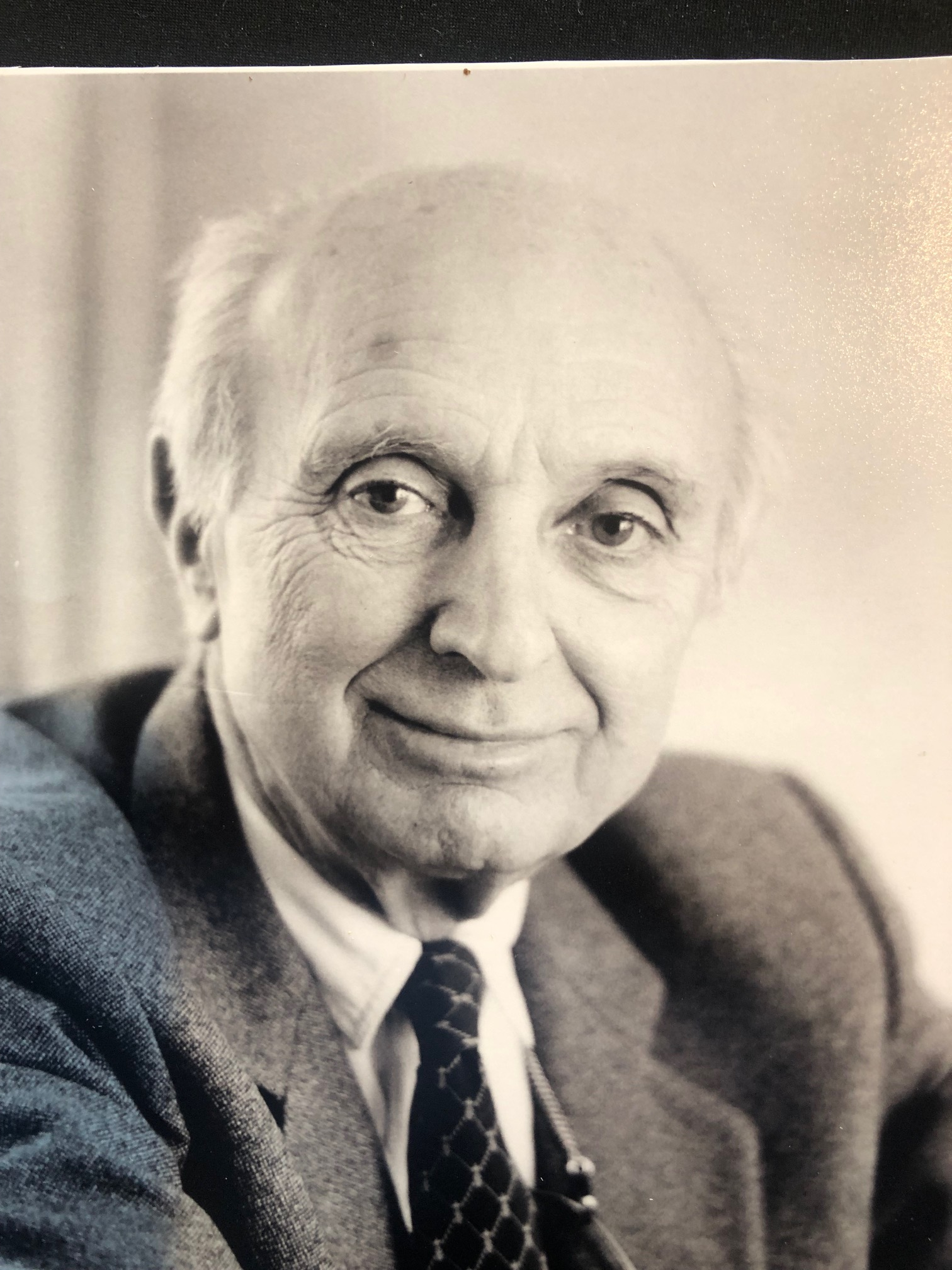
Bruno Broccoli

Bruno Broccoli (Napoli, 31 marzo 1922 – Roma, 24 novembre 2016) è stato un autore televisivo italiano, che lavorò per molti anni a RadioRai.

## Biografia
Padre dell'autore e archeologo nonché sovrintendente ai Beni Culturali di Roma Umberto Broccoli (con cui scrisse il libro Luna Park. La zingara, RAI-ERI, collana Zapping, 1996), firmò i testi di alcuni dei più importanti varietà televisivi Rai, spesso in collaborazione con altri autori, fra cui Dino Verde, Giorgio Calabrese e Pier Francesco Pingitore.

## Programmi TV
- Napoli contro tutti, con Nino Taranto (1964)
- Doppia coppia, con Alighiero Noschese, Lelio Luttazzi, Bice Valori, Sylvie Vartan (1969)
- Un disco per l'estate (1969)
- Il divo Claudio, con Claudio Villa (1969)
- Io, Agata e tu, con Nino Taranto, Nino Ferrer e Raffaella Carrà (1970)
- Un disco per l'estate (1970)
- Ciao Rita, scritto con Dino Verde (1971)
- Formula tre, con Massimo Ranieri e Romina Power (1973)
- Montecatini folies (Rete 1, 1977)
- Luna Park, con Pippo Baudo, Beppe Grillo e La Smorfia (Rete 1, 1979)
- Domenica in (Rai 1, 1979-1985)
- C'era due volte (Rete 2, 1980)
- Domenica in speciale (Rete 1, 1982)
- Serata d'onore (Rai 2, 1983-1989)
- Una festa per il cinema (Rai 1, 1983)
- Buon compleanno TV (Rai 1, 1984)
- Fantastico (Rai 1, 1985-1991)
- Speciale Fantastico (Rai 1, 1985-1986)
- Ottantasei (Rai 1, 1986)
- Festival di Sanremo (Rai 1, 1987-1988-1993)
- Uno su cento (Rai 3, 1989)
- Uno su cento Natale (Rai 3, 1989)
- Anteprima Gran Premio (Rai 1, 1990)
- Gran Premio dello spettacolo (Rai 1, 1990)
- Firenze sogna (Rai 1, 1990)
- Uno, due, tre Rai, Vela d’oro (Rai 1, 1991)
- Domenica in serale (Rai 1, 1992)
- Partita doppia (Rai 1, 1992)
- La festa dell’estate (un disco per l’estate 1992) (Rai 1, 1992)
- La festa dello spettacolo (Rai 1, 1992)
- Notte magica (Rai 1, 1992)
- Partita doppia (Rai 1, 1992-1993)
- DopoFestival (Rai 1, 1993)
- Luna Park, scritto con Umberto Broccoli (1994-1997)
- Sala giochi (Rai 1, 1995)
- La zingara, scritto con Umberto Broccoli (1995)
- Estate a Luna Park, scritto con Umberto Broccoli (Rai 1, 1995)
- Mille lire al mese (Rai 1, 1996)
- Colorado (Rai 1, 1997-1998)
- In bocca al lupo! (Rai 1, 1999)

## Teatro
- Scanzonatissimo, scritto con Dino Verde, con Alighiero Noschese, Antonella Steni, Elio Pandolfi, Pippo Baudo (1965)
- Yo-Yo Yè-Ye, scritto con Dino Verde, con Aldo Fabrizi, Carlo Dapporto, Grazia Maria Spina (1967)
- Indiavolation, varietà di Dino Verde e Bruno Broccoli, musiche di Enrico Simonetti, regia di Nino Taranto e Don Lurio (1969)
- I compromessi Sposi, scritto con Dino Verde, con Alighiero Noschese, Antonella Steni, Elio Pandolfi e Renato Cortesi (1975)

## Radio
- La grande festa, scritto con Dino Verde, regia di Riccardo Mantoni, con Renato Rascel (1964)
- Gran varietà, scritto con Dino Verde e Antonio Amurri (1975-1978)
- Più di così..., scritto con Dino Verde, Raimondo Vianello e Ferruccio Fantone (1976-1977)
- Settantottissimo, scritto con Dino Verde, regia di Riccardo Mantoni, con Corrado (1978)

## Opere
- Leone XIV: il successore di Paolo VI, Trevi editore, 1975.
- (coautore con Umberto Broccoli), Luna Park. La zingara, RAI-ERI, 1996. ISBN 88-397-0953-3